# منتخب كوريا الشمالية لكرة القاعدة
منتخب كوريا الشمالية لكرة القاعدة هو ممثل كوريا الشمالية الرسمي في المنافسات الدولية في كرة القاعدة .

## المشاركات الدولية
| منتخب كوريا الشمالية لكرة القاعدة | منتخب كوريا الشمالية لكرة القاعدة | منتخب كوريا الشمالية لكرة القاعدة | منتخب كوريا الشمالية لكرة القاعدة | منتخب كوريا الشمالية لكرة القاعدة |
| السنة                             | المكان                            | البطولة                           | الترتيب                           | النتيجة                           |
| --------------------------------- | --------------------------------- | --------------------------------- | --------------------------------- | --------------------------------- |
| 1991                              | اليابان                           | بطولة بان باسفيك لكرة القاعدة     | الرابع                            | 1—3                               |
| 1993                              | أستراليا                          | بطولة آسيا لكرة القاعدة           | السادس                            | 1—5                               |